# L'amour, c'est mieux à deux
Pour plus de détails, voir Fiche technique et Distribution.
L'amour, c'est mieux à deux est un film français réalisé par Dominique Farrugia et Arnaud Lemort sorti en 2010.

## Synopsis
Michel et Vincent sont deux amis qui ont développé des conceptions du rapport aux femmes diamétralement opposées : éternel romantique, Michel croit au grand amour et rêve de trouver la femme de sa vie grâce à une rencontre parfaite qui soit le fruit d'un pur hasard, alors que Vincent est un séducteur invétéré qui enchaîne les conquêtes et pour qui les relations avec une femme se limitent principalement au sexe. L'irruption dans leur vie d'Angèle et de Nathalie va les confronter aux limites de leurs raisonnements respectifs. Michel étant mal à l'aise avec les filles et incapable d'essayer de les séduire, son ami Vincent imagine pour lui, sans lui en parler, une rencontre avec Angèle, qui aurait l'aspect de la rencontre de pur hasard que Michel attend avec impatience.

## Fiche technique
- Titre : L'amour, c'est mieux à deux
- Réalisation : Dominique Farrugia et Arnaud Lemort
- Scénario : Franck Dubosc et Arnaud Lemort
- Direction artistique : Louise Marzaroli
- Décors : Abdel-Kader Hadjadj
- Costumes : Véronique Perier
- Photographie : Éric Guichard
- Montage : Sylvie Gadmer
- Musique : Valérie Lindon (supervision)
- Production : Dominique Farrugia
- Sociétés de production : Fidélité Productions, France 2, EuropaCorp, Studio 37, SCOPE
- Pays de production :  France
- Langue : français
- Format : couleur - 35mm (Kodak Vision2) - 1,85:1 (Panavision) - Dolby Digital
- Genre : comédie
- Durée : 100 minutes
- Dates de sortie : 
  - France : 5 mai 2010

## Distribution
- Clovis Cornillac : Michel
- Virginie Efira : Angèle
- Manu Payet : Vincent
- Annelise Hesme : Nathalie
- Laurence Arné : Claudine
- Shirley Bousquet : Swan
- Jonathan Lambert : Ariel
- Laurent Lafitte : Sylvain
- Sophie Vouzelaud : Hélène
- Emmanuel Suarez : Romain
- Lancelot Roch : Arvid
- Marie Vincent : la mère de Michel
- Diane Dassigny : Stella
- Clémence Aubry : Candice Onnard

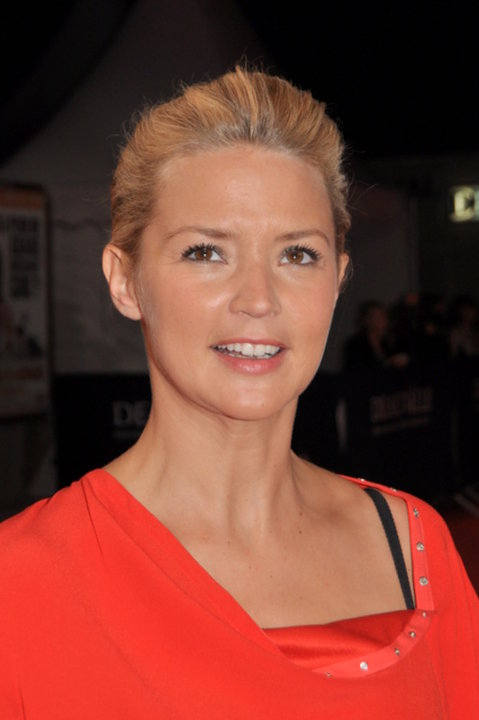
Virginie Efira au Festival de Deauville 2010.

- Étienne Draber : le grand-père de Michel
- Monique Martial : la grand-mère de Michel
- Jonathan Cohen : José
- Amandine Dewasmes : l'hôtesse du Thalys
- Laurence Oltuski : la contrôleure SNCF
- Catherine Loewe : la maîtresse du grand-père
- Philippe Vieux : l'homme aux toilettes d'un restaurant

## Sorties DVD
- France : 28 septembre 2010